# Pijetizam
Pijetizam (njem. Pietismus, prema lat. pietas, genitiv pietatis: pobožnost), duhovni pokret nastao unutar njemačkoga protestantizma na prijelazu 17. i 18. stoljeća kao odgovor na Lutherov racionalizam i nauk o opravdanju po vjeri i o Bibliji kao jedinom izvoru vjere.
Osnivač pokreta Philipp Jacob Spener isticao je potrebu unutarnje pobožnosti i obavljanje dobrih djela. U Frankfurtu je organizirao krugove svojih privrženika, collegia pietatis, čiji su se članovi nazivali pijetistima. Napadan od ortodoksnoga luteranstva, pijetizam je u kasnijoj fazi isticao potrebu narodnoga prosvjećivanja. 
Utjecao je na prosvjetiteljski pokret 18. st. te na njemačku pedagogiju, filozofiju i književnost 19. st. Širio se i izvan Europe, osobito u Sjevernu Ameriku, pa su iz njega nastale različite religiozne struje i zajednice (metodizam, duhovno buđenje). U širem smislu pijetizam je svako naginjanje intenzivnijoj mistici i pobožnosti.